# Baek Ha-na
Dans ce nom coréen, le nom de famille, Baek, précède le nom personnel.
Baek Ha-na, (en coréen : 백하나) née le 22 septembre 2000, est une joueuse de badminton sud-coréenne.
En 2017, elle a remporté la médaille d'or en double femme aux championnats d'Asie juniors 2017 et aux championnats du monde juniors avec Lee Yu-rim (en).
En 2023, elle est vice-championne des championnats d'Asie de Badminton 2023 avec Lee So-hee.